# Церковь Иоанна Крестителя (Дортмунд)
Церковь Иоанна Крестителя (нем. Propsteikirche St. Johannes Baptist) — приходская католическая церковь в городе Дортмунде (федеральная земля Северный Рейн — Вестфалия). Церковь находится в старом городе на улице Schwarze-Brüder-Straße. Это единственная католическая церковь, находящаяся в центральной части Дортмунда.

## История

### Церковь доминиканского монастыря
В 1309 году монахи, основанного в 1214 году ордена Доминиканцев, совершили первую попытку основания доминиканского монастыря в имперском городе Дортмунде. Однако, затея не удалась и монахи были разогнаны. После еще целого ряда неудачных попыток, в 1330 году монастырь, наконец, был основан. К 1354 году была освящена первая монастырская церковь. На протяжении последующих 100 лет церковь постоянно достраивалась и расширялась. К 1458 году церковь строительство церкви было полностью закончено. Это была трёхнефная позднее-готическая церковь без колокольни. В 1521 году была достроена ризница. В таком виде церковь дошла до XIX века.

### Католическая приходская церковь
После реформации все католические церкви в Дортмунде стали евангелическими. Церковь Иоанна Крестителя осталась единственной католической церковью в городе. В 1816 году монастырь доминиканцев был закрыт. В 1859 году церковь получает статус приходской, бывшие монастырские сооружения нашли новое применение в качестве пасторского дома и школы.

С началом эпохи индустриализации в город стало прибывать большое количество работников из восточных областей, как правило, католического вероисповедания. В связи с этим число прихожан церкви Иоанна Крестителя стало быстро расти. При церкви основывается госпиталь Святого Иоанна. Когда число членов общины выросло до 30000 человек, она стала разделяться на ряд новых общин. К началу второй мировой войны община церкви Иоанна Крестителя насчитывала 15000 членов.

В 1943 году во время бомбардировок Дортмунда силами ВВС Великобритании церковь Иоанна Крестителя была разрушена, но самые выдающиеся произведения искусства и церковные ценности были заблаговременно эвакуированы.

Восстановление церкви длилось с 1947 до 1964 года. В ходе восстановления в 1954 году на коньке крыши была создана металлическая башенка–сигнатурка, в которой были размещены 4 колокола, изготовленных в Бохуме. Самый крупный колокол (Святая Мария) размещен в нижнем ряду, над ним подвешен средний колокол (Святой Иосиф) и в самом верхнем ряду подвешены два маленьких колокола (Иоанн Креститель и безымянный).

В 1982 году при церкви был учрежден католический центр.

1 сентября 2005 года шпиль башни-сигнатурки был заменен на новый. Конструкция весом 350 кг и высотой примерно 7 м из высококачественной стали включает в себя шар, крест и флюгер. Шпиль был установлен на башню при помощи вертолета. Эта сигнатурка, главным образом, и определяет современный облик церкви Иоанна Крестителя.

## Художественные ценности
В 70-е годы XV века в церкви Иоанна Крестителя был установлен алтарь-ретабло работы мастера из Везеля Деррика Бэгерта.
| Алтарь-ретабло работы Деррика Бэгерта | Алтарь-ретабло работы Деррика Бэгерта | Алтарь-ретабло работы Деррика Бэгерта |
| ------------------------------------- | ------------------------------------- | ------------------------------------- |
|                                       |                                       |                                       |

Три доски ретабло в раскрытом виде
Высота алтаря – 2,3 м, ширина – 7,8 м. На левой доске изображено Святое семейство. На самом заднем плане находится старейшее изображение города Дортмунда. На переднем плане центральной доски изображена сцена Распятие, рядом с фигурой Святой Елизаветы в платке (в левой части доски) художник разместил свой автопортрет, на заднем плане изображены сцены евангельской истории с момента снятия с креста и до Положения во гроб. На правой доске изображена сцена Поклонения волхвов.

Среди других художественных ценностей стоит выделить скульптуру Богоматери с младенцем (1480 год) работы Тильмана ван дер Бурха. Скульптура высотой 1,57 м установлена в северном боковом продольном нефе.

Еще одна фигура Девы Марии неизвестного автора была установлена в 1420 году. Фигура высотой 1,03 м установлена возле одной из западных колонн центрального нефа. Несмотря на реставрацию, проведенную в 1948 году, скульптура находится не в лучшем состоянии: руки и ступни у младенца отсутствуют, корона Девы Марии также повреждена.

С 1982 года в реликварии под престолом хранится часть мощей (фрагмент кости) Святого Ринальда.

В 1988 году в церкви был установлен новый орган работы органной мастерской Зигфрида Зауэра.

## Галерея

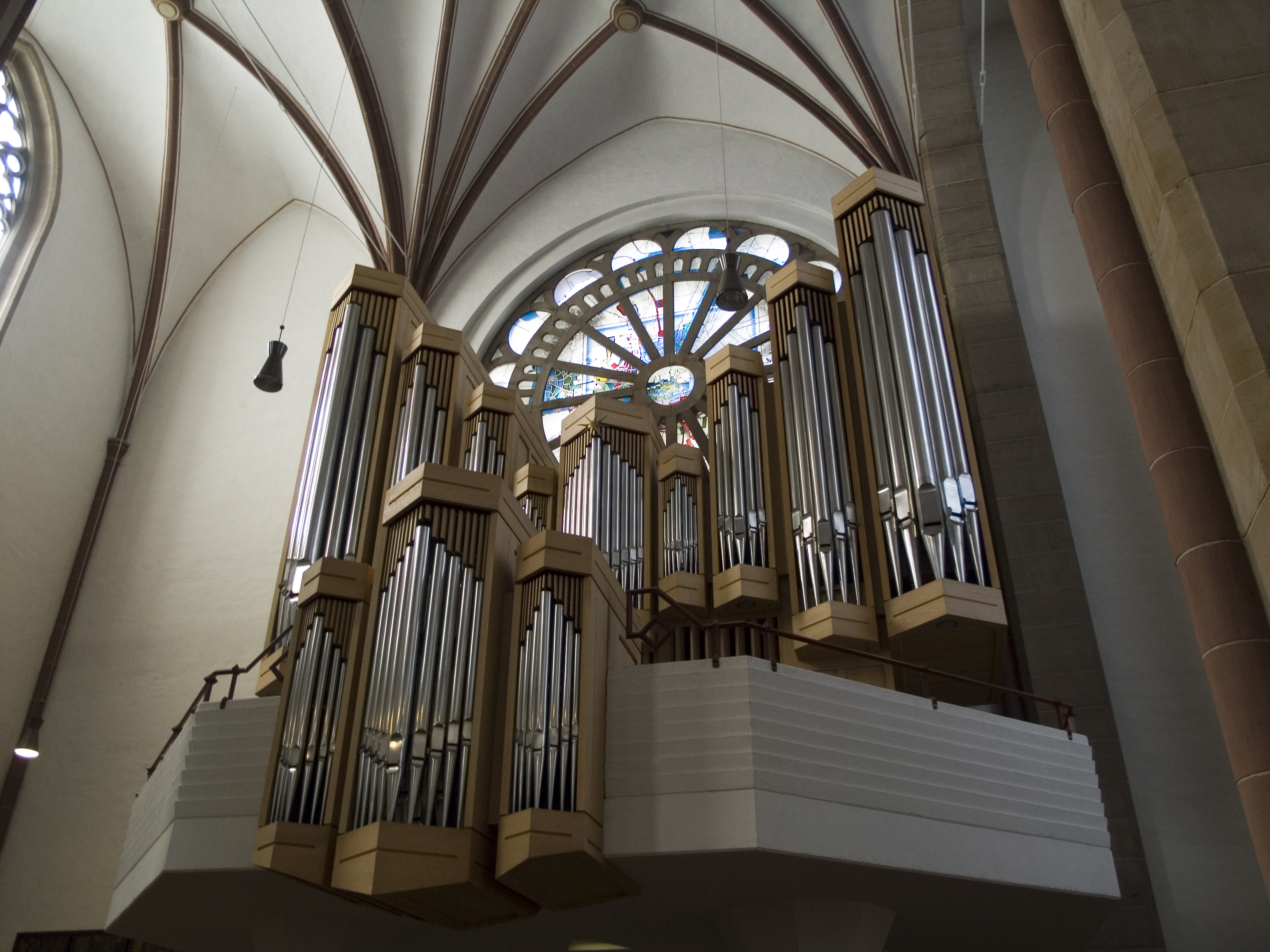
Орган
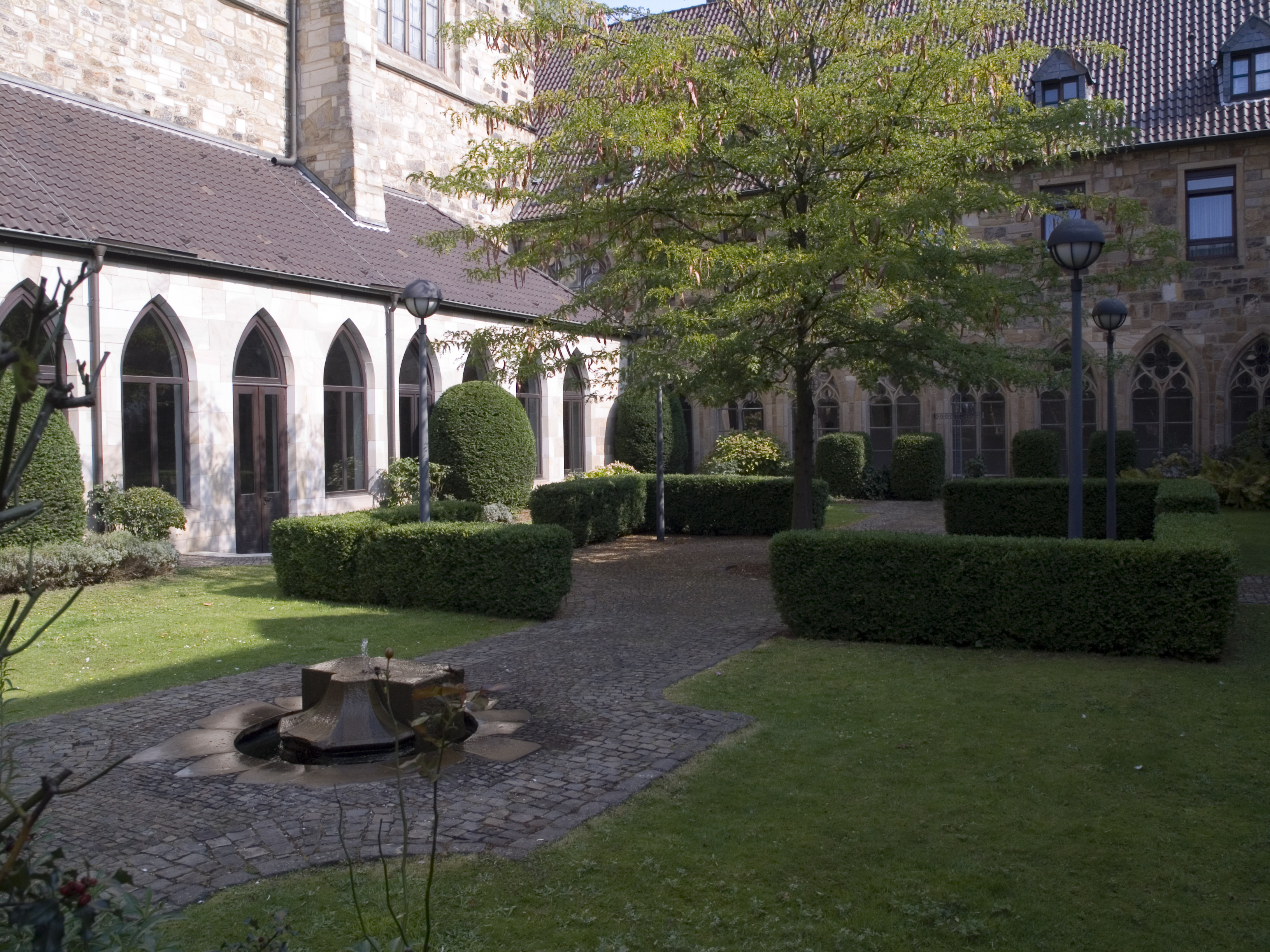
Внутренний двор церкви
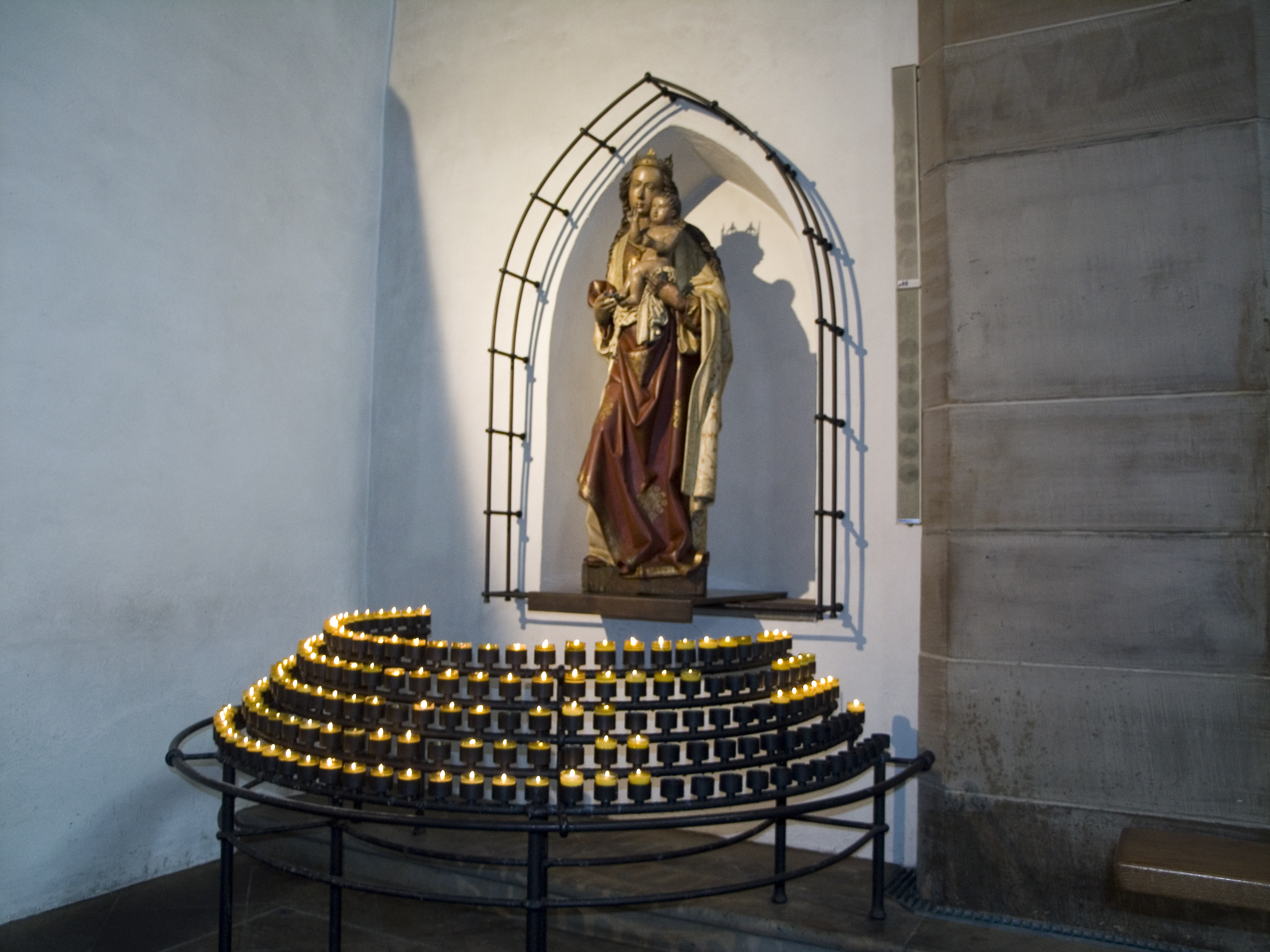
Скульптура Богоматери с младенцем работы Тильмана ван дер Бурха